# Karl-Ewert Christenson
Karl-Ewert Christenson, född 18 januari 1888 i Lund, död 9 januari 1965 i Solna församling, var en svensk revy- och sångtextförfattare, sångare och skådespelare. Som författare och scenartist använde Christenson sig av pseudonymerna Karl-Ewert och Sten Hage. Han var brorson till politikern Birger Christenson.

## Biografi
Christenson studerade vid Schartaus handelsinstitut, och arbetade efter examen åren 1906–1918 som banktjänsteman. Han debuterade 1919 som kabaretsångare med egen repertoar på Cabaret Läderlappen i Stockholm. Han framträdde därefter med framgång som såväl revy- och sångtextförfattare och som skådespelare i revyer på Folkteatern och Folkets hus teater, och företog även revyturnéer i landsorten och i grannländerna.
Bland kända sångtexter av Karl-Ewert Christenson märks bland annat en rad nummer i Ernst Rolfs repertoar såsom "Barndomshemmet", "Bättre och bättre dag för dag", "Lägg dina sorger i en gammal säck", "Mitt svärmeri" och "Tacka vet jag det som var en gång". Han skrev också de svenska sångtexterna till operetten Vita Hästen samt titelmelodin till den första svenska ljudfilmen Säg det i toner. Totalt författade han runt 4 000 sångtexter. Som revyförfattare skrev han revyer till bland annat Folkan och Vasateatern samt samarbetade 1935–1936 med Kar de Mumma. Karl Gerhards första två professionella revyer skrevs i samarbete med Karl Ewert.
På scenen framställde han gärna blaserade mansfigurer, i Sigge Wulffs anda.
Christenson var sedan 1920 gift med skådespelaren Agnes Thomée. De är begravda på Norra begravningsplatsen utanför Stockholm.

## Filmografi i urval
- 1934 – Karl Fredrik regerar
- 1934 – Falska Greta
- 1934 – Sången till henne
- 1935 – Äktenskapsleken
- 1936 – På Solsidan
- 1945 – Den allvarsamma leken
- 1945 – Svarta rosor

## Teater och revy

### Roller
| År   | Roll        | Produktion                                                       | Regi             | Teater           |
| ---- | ----------- | ---------------------------------------------------------------- | ---------------- | ---------------- |
| 1921 | Medverkande | Denna sida opp, revy Karl-Ewert och Karl Gerhard                 | Olle Nordmark    | Folkteatern      |
| 1922 | Medverkande | Med Folkan för fosterlandet, revy Karl-Ewert och G.V. Nordensvan | Hjalmar Peters   | Folkteatern      |
| 1923 |             | Skvallerspegeln, revy Karl-Ewert                                 |                  | Kristallsalongen |
| 1924 |             | Kom som du ä', revy Karl-Ewert och Gösta Stevens                 | Nils Johannisson | Kristallsalongen |